# 比奇鎮區 (北達科他州戈爾登瓦利縣)
比奇鎮區（英語：Beach Township）是位於美國北達科他州戈爾登瓦利縣的一個鎮區。

## 地方資料
比奇鎮區的面積為271.97平方千米，當中陸地面積為271.72平方千米，而水域面積為0.25平方千米。根據2020年美國人口普查的數據，當地共有人口162人，而人口密度為每平方千米0.6人。